# Антропологические типы славянских народов
Славянские народы относятся к разным ветвям европеоидной расы.

## Антропологические типы
Все славянские народы объединяются в шесть антропологических типов, образующих компактные ареалы: восточноевропейский, днепро-карпатский, понтийский, динарский, беломоро-балтийский и атланто-балтийский. Каждый из них подразделяется на малые антропологические типы.
Атланто-балтийская группа популяций включает северных поляков и северо-западных русских. В основном представлена светловолосыми и светлокожими долихоцефалами с вытянутыми, узкими лицами. От беломоро-балтийской расы (к которой относятся белорусы, литовцы, восточные эстонцы, восточные финны и северные русские) отличается сильным ростом бороды и третичного волосяного покрова, прямым носом.
Беломоро-балтийская группа популяций включает белорусов, отчасти поляков, северные группы русских. В основном светловолосые и светлокожие мезо- или брахицефалы со средними размерами лица. От западно-балтийской (атланто-балтийской) ветви европеоидов (к которой относится большая часть народов Скандинавии) отличается незначительным ростом бороды, уменьшенным выступлением носа и слабым набуханием верхнего века. Эти отличительные признаки свидетельствуют о монголоидной примеси неолитического периода.
Восточноевропейская группа популяций включает часть белорусов, в основном южных и восточных районов, часть польского населения, проживающего южнее Вислы в приграничье со Словакией и в новом Сонче, поляков, живущих у Санока в приграничье с Львовской областью, часть гуралей, большую часть русского народа (за исключением северных групп). От беломоро-балтийской группы отличается более тёмным цветом глаз и волос. Происхождение основных особенностей внешности этой группы относится ко времени неолита.
Днепро-карпатская группа популяций включает украинцев, этнографические группы Прикарпатья, словаков, большую часть гуралей,  часть поляков приграничья с Чехией и Словакией, отчасти чехов. Это тёмнопигментированные брахикефалики с относительно широким лицом. Близки к альпийскому типу, к которой относится население Швейцарии, Австрии и отчасти Северной Италии.
Понтийская группа популяций включает болгар. Это среднего роста долихо- или мезокефалы со среднешироким или узким лицом и очень тёмным цветом волос. Подобными признаками обладают группы русского народа (дон-сурский антропологический тип В. В. Бунака [1965] и «восточный великорус» Г. Ф. Дебеца [1933]) и украинцев (прутский антропологический тип).
Динарская группа популяций включает народы Югославии. Это брахикефалы с очень широким лицом и выпуклым носом. От других групп южной ветви европеоидов отличаются относительной светлоглазостью. Наиболее яркие представители этой группы — черногорцы. Динарский тип близок к внешности населения Центрального Кавказа.

## Характеристика антропологических типов славянских народов

### Западные славяне
Чехи и словаки относятся к альпийскому типу. Они мало отличаются от населения Австрии и Баварии. Характеризуются средним ростом (166—167 см), умеренно тёмной пигментацией, круглой формой головы.
Поляки относятся к атланто-балтийской расе. От альпийского типа (чехов) отличаются более светлой пигментацией, долихоцефалией. Лужицкие сербы в целом относятся к центральноевропейской группе европеоидной расы.

### Восточные славяне
Русские, по результатам Русской антропологической экспедиции (1955—1959), по многим антропологическим признакам (росту, размерам и формы головы) занимают среди народов Европы центральное положение. Однако для русских были характерны более крупный нос (по высоте и ширине) и большая толщина губ, а также менее интенсивный рост бороды. По пигментации волос и глаз русские в целом были светлее среднеевропейского показателя. Светлые волосы встречаются у русских в 33 % случаев, волосы среднего оттенка в 53,2 % случаев, тёмные в 13,8 % случаев. Светлые глаза встречаются у русских в 45 % случаев, светло-смешанные в 49,9% случаев, тёмные в 5,1% случаев. В 75 % случаев встречался прямой профиль носа.
Украинцы подразделяются на шесть антропологических типов: центрально-украинский, полесский, нижнеднепровский, карпатский, закарпатско-верхнеднестровский на территории Украины, а также прутский (на территории Молдавии).
Белорусы подразделяются на два антропологических типа: полесский и валдайский. Полесский тип сближается с полесским типом украинцев, валдайский распространён также на территории России.

### Южные славяне
Словенцы близки к населению соседней Австрии и Венгрии, и могут быть отнесены к альпийскому типу. Сербы, по сравнению со словенцами, более темноглазы и темноволосы, имеют более высокий рост (до 168—169 см). Хорваты светлее сербов, но темнее словенцев. Как и албанцы, сербы с хорватами в целом относятся к динарскому типу. Сербоязычные черногорцы являются самыми высокими европеоидами (178—179 см). От сербов черногорцы отличаются более светлым цветом волос и глаз. Македонцы также относятся к динарскому типу. В отличие от сербов, они обладают более низким ростом (169—171 см).
Болгары центральных и южных районов Болгарии — тёмнопигментированные долихокефалы, которые относятся к понтийскому подтипу. В западных областях страны преобладают брахикефалы, относящиеся к динарскому типу. Болгары-мусульмане антропологически не отличаются от христианского населения Болгарии.